# Cantón de Saint-Pois
El cantón de Saint-Pois era una división administrativa francesa, que estaba situada en el departamento de Mancha y la región de Baja Normandía.

## Composición
El cantón estaba formado por diez comunas:
- Boisyvon
- Coulouvray-Boisbenâtre
- La Chapelle-Cécelin
- Le Mesnil-Gilbert
- Lingeard
- Saint-Laurent-de-Cuves
- Saint-Martin-le-Bouillant
- Saint-Maur-des-Bois
- Saint-Michel-de-Montjoie
- Saint-Pois

## Supresión del cantón de Saint-Pois
En aplicación del Decreto n.º 2014-246 de 25 de febrero de 2014, el cantón de Saint-Pois fue suprimido el 22 de marzo de 2015 y sus 10 comunas pasaron a formar parte; seis del nuevo cantón de Villedieu-les-Poêles y cuatro del nuevo cantón de Isigny-le-Buat.